# Ulrich Ammon
Ulrich Ammon (ur. 3 lipca 1943 w Backnang, zm. 3 maja 2019) – niemiecki językoznawca. Do jego zainteresowań naukowych należały: socjolingwistyka i socjologia języka, polityka językowa, dialektologia, najnowsze dzieje języka niemieckiego, glottodydaktyka. Jeden z pionierów nowoczesnej socjolingwistyki w Niemczech.
Wykładał gościnnie na uczelniach w Australii, Japonii i Stanach Zjednoczonych.
Jego dorobek naukowy obejmuje 14 książek i ponad 300 artykułów. W swoich publikacjach poruszał problematykę związaną z dialektami, dydaktyką języka ojczystego, językami policentrycznymi i zastosowaniem języków w komunikacji międzynarodowej.

## Wybrana twórczość
- 2016. [współautor] Variantenwörterbuch des Deutschen. Die Standardsprache in Österreich, der Schweiz, Deutschland, Liechtenstein, Luxemburg, Ostbelgien und Südtirol sowie Rumänien, Namibia und Mennonitensiedlungen. Völlig neu bearb. 2. Aufl. Berlin/ Boston: de Gruyter (916 + LXXVIII S.). [Erstaufl. 2004 ohne Rumänien, Namibia und Mennonitensiedlungen].
- 2015. Die Stellung der deutschen Sprache in der Welt. Berlin/München/Boston: de Gruyter. (1295 + XVII S.)
- 2002. [współautor] English as an Academic Language in Europe. A Survey of its Use in Teaching (Duisburger Arbeiten zur Sprach- und Kulturwissenschaft 48). Frankfurt a. M. usw.: Lang. (204 S.)
- 1998. Ist Deutsch noch internationale Wissenschaftssprache? Englisch auch für die Hochschullehre in den deutschsprachigen Ländern. Berlin/New York: de Gruyter. (339 S.)
- 1995. Die deutsche Sprache in Deutschland, Österreich und der Schweiz. Das Problem der nationalen Varietäten. Berlin/New York: de Gruyter. (575 S.)
- 1991. Die internationale Stellung der deutschen Sprache. Berlin/New York: de Gruyter. (633 S.)
- 1991. Studienmotive und Deutschenbild australischer Deutschstudenten und -studentinnen. Wiesbaden/Stuttgart: Steiner (Deutsche Sprache in Europa und Übersee 14). (196 S.)
- 1972. Dialekt, soziale Ungleichheit und Schule. Weinheim/Basel: Beltz. (Beltz-Studienbuch, Pragmalinguistik 2) [Erw. Aufl. 1973]. (193 S.)